# Steinmandl (Allgäuer Alpen)
Das Steinmandl ist ein 1982 m ü. A. hoher Nebengipfel des Grünhorns in den Allgäuer Alpen im österreichischen Bundesland Vorarlberg.

## Lage und Umgebung
Der in der Untergruppe 	Nordwestliche Walsertaler Berge gelegene Gipfel erhebt sich aus dem Bergkamm, der vom Diedamskopf (2090 m) nach Südosten zum Grünhorn (2039 m) zieht. Der direkt benachbarte Gipfel im Westen ist das Kreuzmandl (1982 m). Nach Südosten verläuft der Grat über eine Einschartung zum Grünhorn. Im Norden trennt der Gerachsattel (1752 m) das Steinmandl vom Hählekopf (2058 m). Im Nordwesten befindet sich eine kleine Hochebene, in der sich die Quellbäche der Subersach vereinigen. Nach Süden fallen die Flanken als große Mulde ins Tal des Schrecksbachs ab, darüber erhebt sich die Üntschenspitze (2135 m). Nach Osten hin bildet das Steinmandl mit dem Hählekopf den westlichen Abschluss des Schwarzwassertals.
Die Gemarkung, auf der sich das Steinmandl befindet, ist Mittelberg. Über den Berg verläuft auch die Grenze zum nördlich gelegenen Gemeindegebiet von Bezau und dem südlichen Schoppernauer Gebiet.

## Besteigung
Stützpunkt für eine Besteigung des Kreuzmandls ist die Schwarzwasserhütte (1620 m) am Fuß des Ostrückens.

### Sommer
Der Normalweg auf das Steinmandl verläuft von der Schwarzwasserhütte über den Ostrücken zum Gipfel. Auch eine Besteigung über die felsigen Grate vom Grünhorn und Kreuzmandl her ist möglich. Voraussetzung dafür sind Trittsicherheit, Schwindelfreiheit und Kletterfertigkeit im I. Grad.

### Winter
Auch im Winter kann das Steinmandl im Rahmen einer Skitour bestiegen werden. Der Aufstieg von der Schwarzwasserhütte erfolgt wie der Sommerweg, abgefahren wird üblicherweise über die Ostflanke. Außerdem kann der Gipfel über die Südmulde vom Neuhornbachhaus (1650 m) erreicht werden.

## Gipfelkreuz
Das alte Gipfelkreuz auf dem Steinmandl war 2010 durch einen Blitzeinschlag zerstört worden. Daraufhin entschied sich die Gewerbliche Schule für Holztechnik in Stuttgart ein neues Kreuz zu errichten. Nach einer Probemontage im Juni 2011 fand im September 2011 die endgültige Errichtung des neuen Holzkreuzes statt. Begleitet wurde das Projekt von einem Filmteam des SWR Fernsehens.

## Galerie

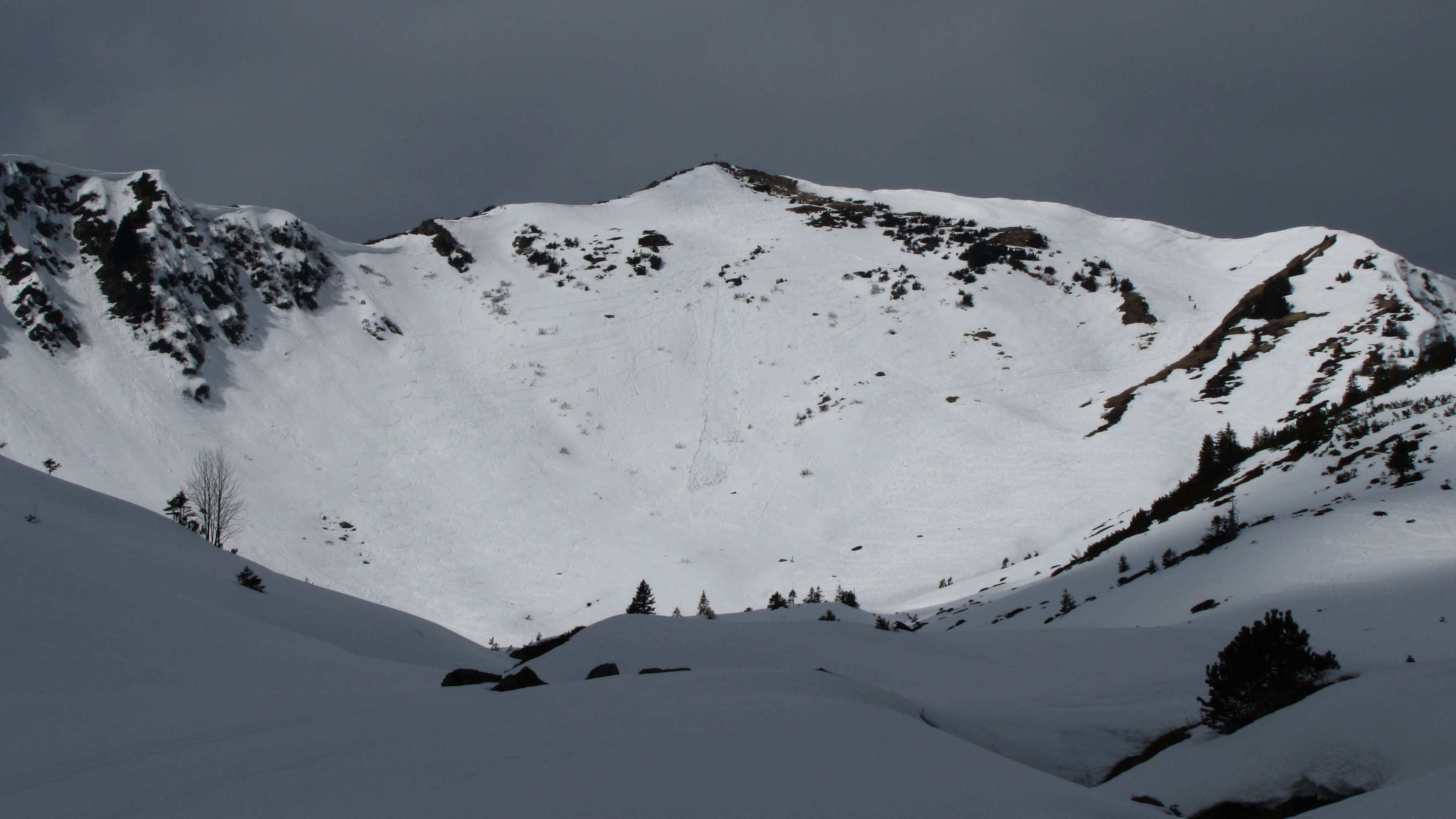
Ostflanke
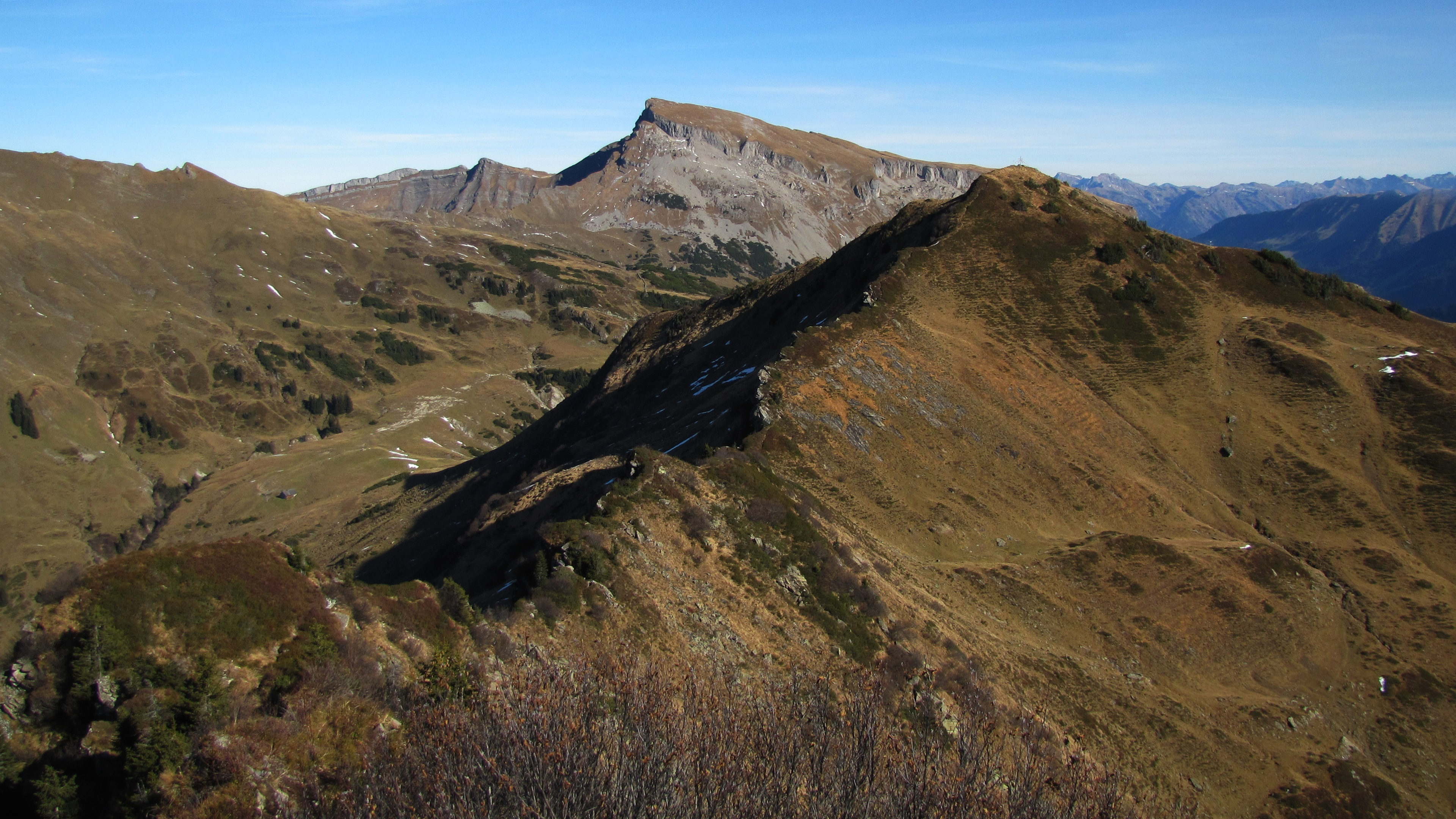
Südflanke und Grat zum Kreuzmandl
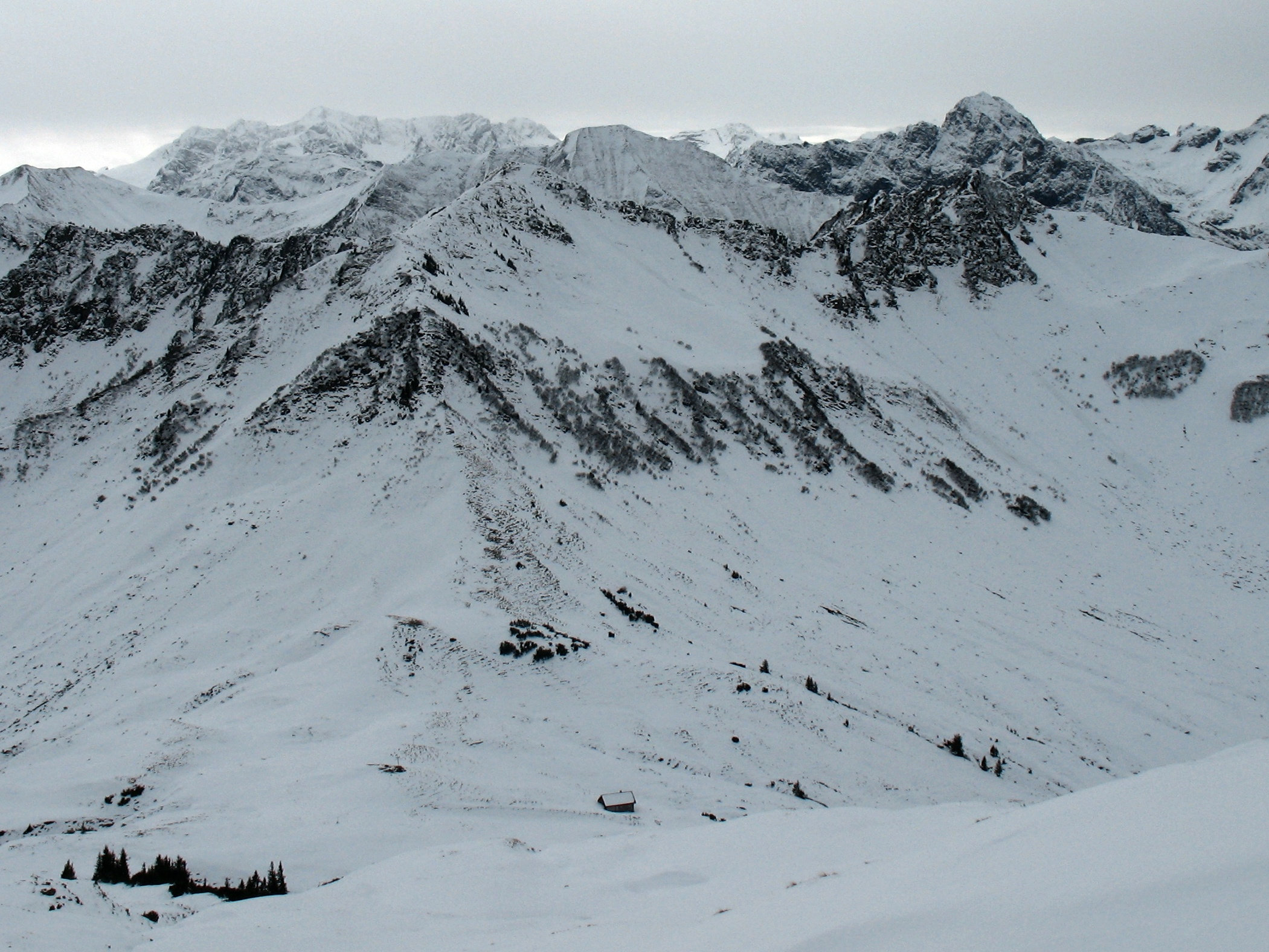
Nordgrat über Gerachsattel
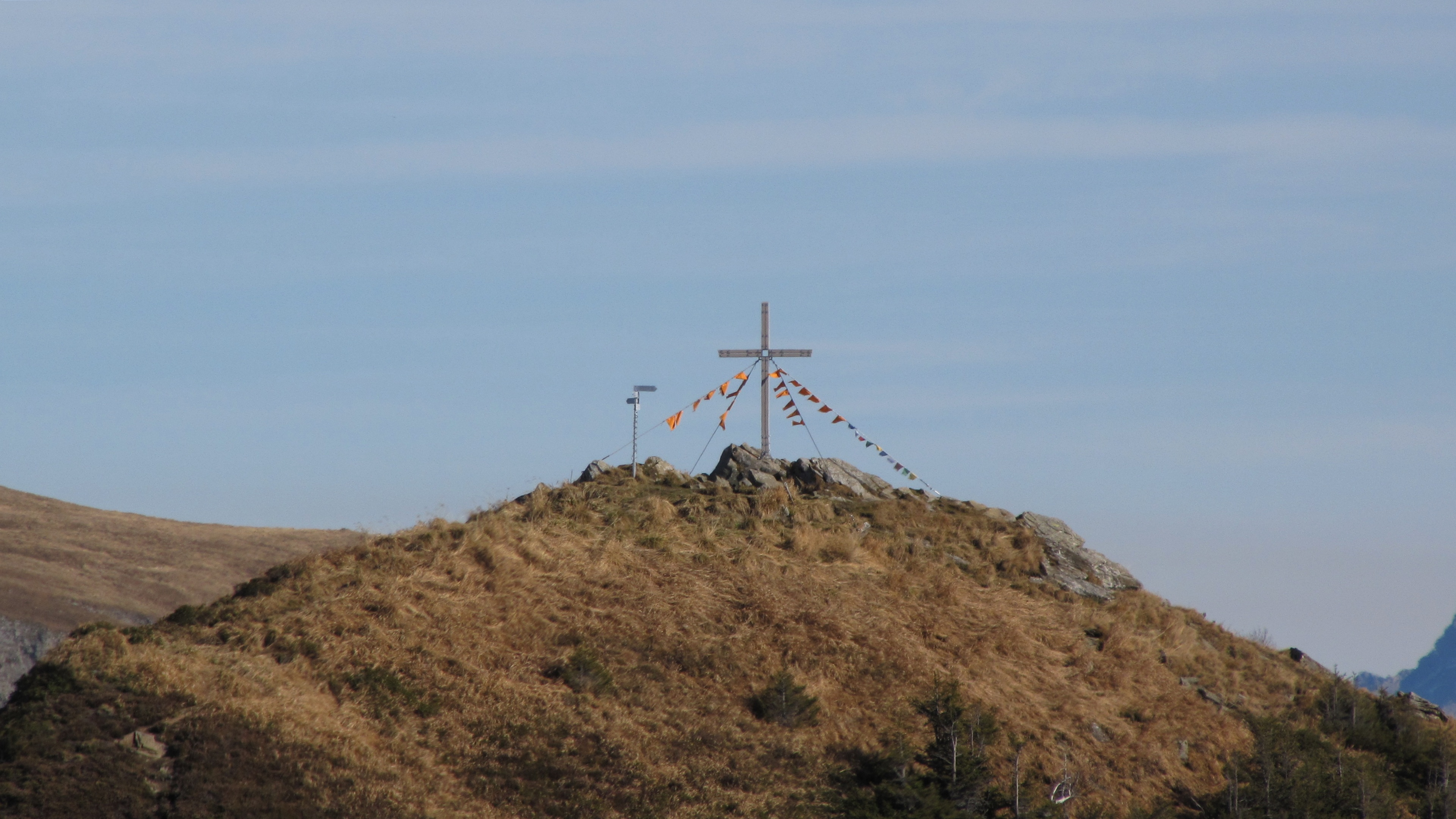
Neues Gipfelkreuz